# Норт Сејлем (Индијана)
Норт Сејлем (енгл. North Salem) град је у америчкој савезној држави Индијана.

## Демографија
По попису из 2010. године број становника је 518, што је 73 (-12,4%) становника мање него 2000. године.
| Група             | 2000.       | 2010.       |
| Белци             | 583 (98,6%) | 506 (97,7%) |
| Афроамериканци    | 0 (0,0%)    | 1 (0,2%)    |
| Азијати           | 4 (0,7%)    | 2 (0,4%)    |
| Хиспаноамериканци | 1 (0,2%)    | 3 (0,6%)    |
| Укупно            | 591         | 518         |